# Aleksiej Kleszczow
Aleksiej Jefimowicz Kleszczow (ros. Алексе́й Ефи́мович Клещёв, biał. Аляксей Яўхімавіч Кляшчоў, Alaksiej Jauchimawicz Klaszczou, ur. 12 lutego?/25 lutego 1905 w Michnowiczach w guberni mińskiej, zm. 13 grudnia 1968 w Moskwie) – radziecki polityk i wojskowy, generał-major, prezes Rady Ministrów Białoruskiej SRR w latach 1948-1953, Bohater Związku Radzieckiego (1944).
Urodzony w białoruskiej rodzinie chłopskiej, 1924-1927 przewodniczący sielsowietu, w 1928 wstąpił do WKP(b), 1927-1929 odbywał służbę w Armii Czerwonej. 1930-1939 dyrektor stanicy, od lipca 1941 uczestnik wojny z Niemcami, od września 1942 pełnomocnik KC Komunistycznej Partii (bolszewików) Białorusi (KP(b)B) w rejonie Pińska, od 1943 sekretarz podziemnego Pińskiego Obwodowego Komitetu KP(b)B. 16 września 1943 Rada Komisarzy Ludowych ZSRR nadała mu rangę generała-majora. Za udaną akcję partyzancką przeciw niemieckiemu garnizonowi, przerwanie łączności i unieruchomienie sprzętu wroga 1 stycznia 1944 otrzymał tytuł Bohatera ZSRR. 1944-1946 I sekretarz Obwodowego Komitetu KP(b)B w Pińsku, a 1946-1948 w Połocku. Od marca 1948 do czerwca 1953 prezes Rady Ministrów Białoruskiej SRR. 1955-1960 I sekretarz Obwodowego Komitetu Komunistycznej Partii Kazachstanu w Kokczetawie. Deputowany do Rady Najwyższej ZSRR 2. i 5. kadencji. 1948-1953 członek KC KP(b)B i Biura KC tej partii. Od 1961 na emeryturze.

## Odznaczenia
- Złota Gwiazda (1944)[1]
- Order Lenina (trzykrotnie)
- Order Czerwonego Sztandaru
- Order Wojny Ojczyźnianej I klasy